# 올리비에 부말
올리비에 부말(1989년 9월 17일 ~ )는 카메룬의 축구 선수이다.

## 국가대표 경력
그는 2017년 카메룬대표팀에 데뷔했다. 그는 2017년 FIFA 컨페더레이션스컵 대표 선수로 선발되었다. 그는 국제 A매치 2경기에 출전했다.

## 통계
| 카메룬 | 카메룬 | 카메룬 |
| 연도   | 출전   | 골     |
| ------ | ------ | ------ |
| 2017   | 2      | 0      |
| 합계   | 2      | 0      |